# Bien de Interés Cultural

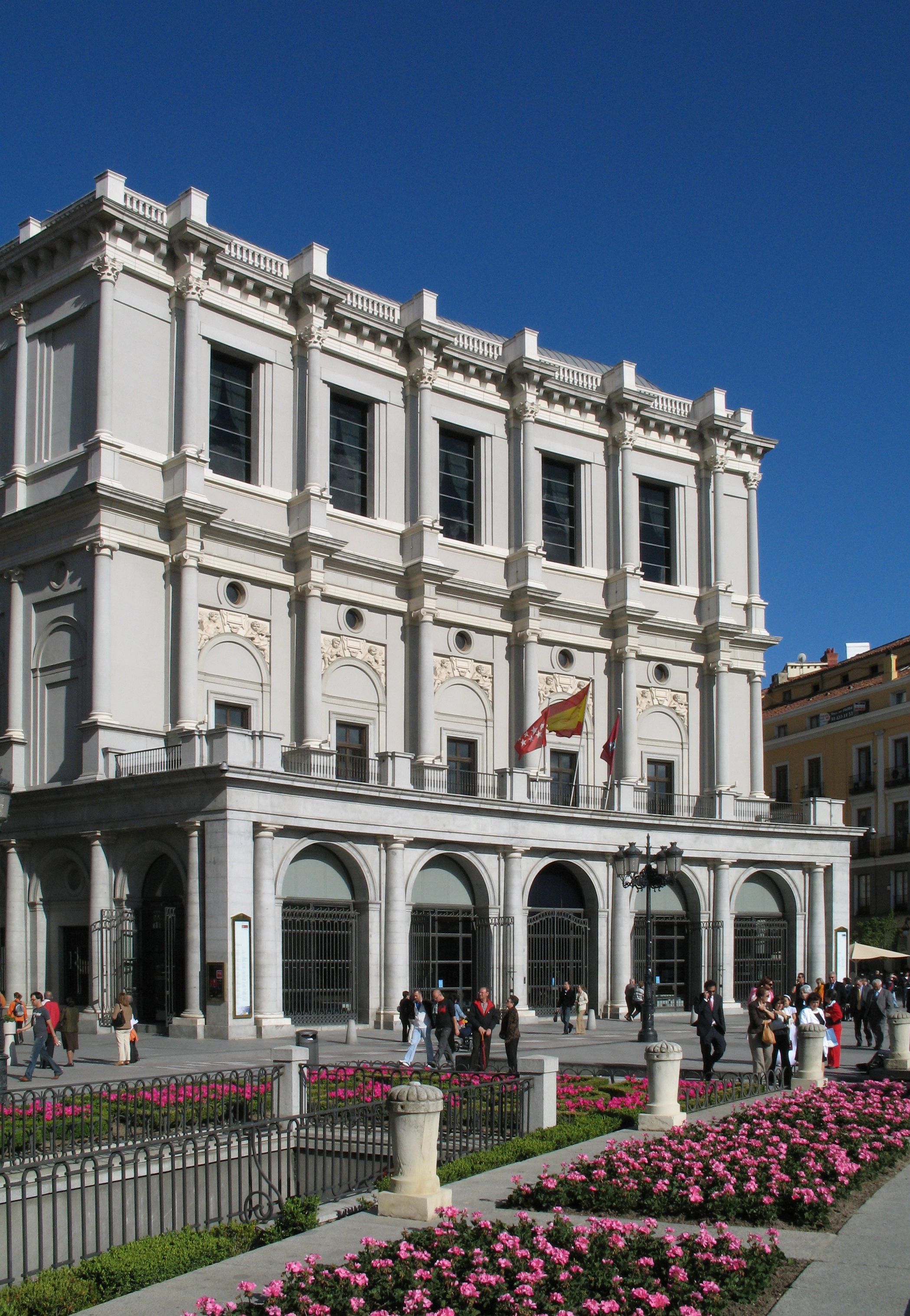
Het operagebouw Teatro Real in Madrid heeft sinds 1993 Bien de Interés Cultural-status

Een Bien de Interés Cultural (BIC) oftewel "cultureel erfgoed" is een Spaans nationaal monument. In sommige regio's wordt een andere naam gebruikt: Bé Cultural d'Interès Nacional (Catalaans voor "nationaal cultureel erfgoed") in Catalonië en Bien Calificado in Baskenland.
Het register van Bienes de Interés Cultural wordt beheerd door het Spaanse Ministerie van Cultuur en omvat zo'n 13.000 monumenten. Het kan gaan om specifieke bouwwerken, maar ook om bepaalde locaties of gebieden, voorwerpen en immaterieel cultureel erfgoed. 
De categorie omvat de volgende subcategorieën voor onroerend goed:
- Conjunto histórico (historische groep), gebruikt om een heel dorp of een hele wijk monumentstatus te verlenen
- Jardín histórico (historische tuin)
- Monumento (monument)
- Sitio histórico (historische locatie)
- Zona arqueológica (archeologische zone)

Daarnaast worden ook grote kunstvoorwerpen, archieven, archeologische vondsten en niet-materieel erfgoed gedekt.
Sommige monumenten worden gedekt door meerdere subcategorieën. Zo worden de overblijfselen van de Keltiberische nederzetting Numantia beschermd als zowel sitio histórico en zona arqueológica.
De monumentstatus Bien de Interés Cultural werd in 1985 wettelijk ingesteld en verving de status Monumento nacional, dat alleen bouwwerken dekte. Naast het Bien de Interés Cultural-register, dat op nationaal niveau wordt beheerd, is er ook een aparte erfgoedstatus op regionaal niveau, Patrimonio histórico español. Hiermee kunnen de 17 regionale overheden cultureel erfgoedstatus toekennen aan zaken die dat niet op nationaal niveau hebben. Zo heeft stierenvechten monumentstatus in Madrid, terwijl het in Catalonië verboden is.